# San Juan de Navarrete
San Juan de Navarrete är en ort i Mexiko.   Den ligger i kommunen Mezquitic och delstaten Jalisco, i den centrala delen av landet, 600 km nordväst om huvudstaden Mexico City. San Juan de Navarrete ligger 1 463 meter över havet och antalet invånare är 105.
Terrängen runt San Juan de Navarrete är varierad. San Juan de Navarrete ligger nere i en dal. Runt San Juan de Navarrete är det mycket glesbefolkat, med 4 invånare per kvadratkilometer. Närmaste större samhälle är Totuate, 17,8 km söder om San Juan de Navarrete. I omgivningarna runt San Juan de Navarrete växer huvudsakligen savannskog.